# 連綿体

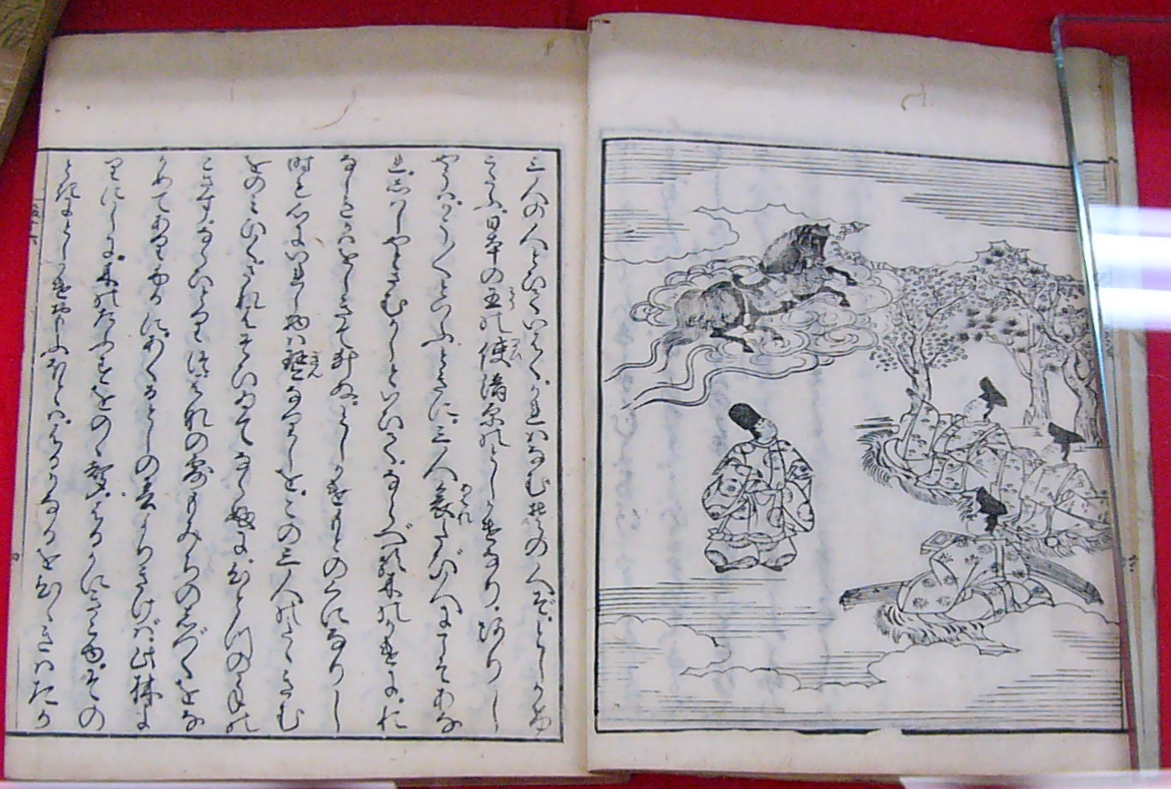
うつほ物語 (木版印刷)

連綿体（れんめんたい）は、続け字の書体であり、欧文書体のスクリプト体に相当する。元々、連綿体は手書き書体であり、行書体ベースのものと、草書体ベースのものが存在していた。その後、木版印刷にも使われた。
活版印刷時代より明朝体に取って代わられたため、使われる機会が少なくなったものの、年賀状や芸術などの用途で利用が続いている。また、パーソナルコンピュータの普及に伴い、ゴシック体風や明朝体風の連綿体フォントも登場している。

## 連綿対応のフォント一覧

### 行書連綿体
- シーアンドジイ
  - C&G流麗連綿体
- Arphic Technology
  - AR祥南真筆行書連綿体
  - AR行楷連綿体
- Adobe
  - かづらき (連綿は一部のみ)
- 宇野由希子+山田和寛
  - こうぜい (通常では意連のみ、OpenTypeの合字機能により連綿に対応。カタカナ及び漢字未収録)
- モリサワ
  - 澄月[2]

### 草書連綿体
- 嵯峨本フォントプロジェクト
  - 嵯峨本フォント

### 明朝体風連綿体
- モリサワ
  - みちくさ[3]

### ゴシック体風連綿体
- dwuk[4]
  - IKれんめんちっく[5] [6]

## 連綿体活字
連綿体の金属活字が最初に使われたのは、西暦1600年前後の20年間に刊行されたキリシタン版であるが、キリシタン追放とともにその活字は消滅。その後、片仮名活字は1818年にフランス王立印刷所（後のImprimerie nationale）の彫刻師ジャックマンが制作、平仮名活字は1847年にアウグスト・フィッツマイヤーの依頼でウィーン王立印刷所のアロイス・アウアーが、1854年にはレオン・ド・ロニーの指導でフランス王立印刷所のマルスラン・ルグラン（Marcellin Legrand）が制作した。日本では1875年（明治8年）に登場した。